# Gastronomia de la Ciutat del Vaticà
La determinació de la gastronomia de la Ciutat del Vaticà és molt difícil, ja que el Vaticà és un microestat. En ell hi ha un únic restaurant i el menjar que s'hi ofereix és similar a la gastronomia italiana.

## Plats

### Albergínies al parmesà de la Guàrdia Suïssa
El plat consisteix en albergínies, barrejades amb formatge parmesà i espècies.

### Pizza
És un plat típic de la gastronomia italiana que consisteix en un pa pla cobert amb salsa de tomàquet, formatge mozarella i altres ingredients.

### Tiramisú
Postres típiques de la gastronomia italiana amb crema amb sabor de cafè.